# Tunanmarca
Tunanmarca es un complejo arqueológico situado en el distrito de Tunanmarca de la provincia de Jauja del departamento de Junín, en la sierra central del Perú, que data de la época prehispánica. Se elevan en la cima de un cerro, abarcando una extensión de 2.280 m de largo y 840 m de ancho. Tiene tres murallas concéntricas que defienden la elevación por todos sus flancos, corredores, plazas, patios, ingentes cantidades de recintos circulares y un sistema de acueductos. Estuvo habitada entre los siglos XIII y XV de la era cristiana. Popularmente se le conoce como la "capital" del "reino huanca", propuesta elaborada por Waldemar Espinoza Soriano que si bien no tiene un asidero etnohistórico-arqueológico sólido, ha calado fuertemente en la identidad moderna de Huancayo. 

## Etimología
El nombre de Tunanmarca proviene de dos vocablos quechuas: Tunan que significa punta; y marca, que quiere decir pueblo. Es decir, pueblo de la punta del cerro.

## Ubicación
Tunanmarca se halla a 20 km al oeste de Jauja, hacia el noroeste del valle del Mantaro, a una altitud de 3.800 m s. n. m. Se ubica en la cima del cerro Tunun, al lado oeste del pueblo de Concho, capital del distrito de Tunanmarca. Ocupa aproximadamente 32 hectáreas.

## Cronología
Los estudios indican que en su totalidad Tunanmarca fue ocupada brevemente, entre los años 1280 y 1425 d. C. según fechados radiocarbónicos,  que se prolonga hacia el año 1460 d.C., cuando arribaron los incas al valle del Mantaro.

## Estudios
En los años 1980, un grupo de 20 investigadores estadounidenses hicieron estudios en el lugar, cuyos resultados fueron publicados. Solo en época reciente (2012) se ha mostrado interés en recuperar y preservar este sitio arqueológico, destinándose un presupuesto de cinco millones de soles.
Sin embargo y a pesar de su gran magnitud, ha sido poco estudiado en comparación con otros yacimientos de la sierra central peruana. 

## Historia
Tunanmarca, al parecer, recibía también el nombre de Siquillapucara. Cuando el príncipe inca Túpac Yupanqui invadió el valle del Mantaro (o Huancamayo) en plan de conquista hacia 1460, logró concretar la total ocupación del valle. Tunanmarca, así como otros enclaves huancas y xauxas de otrora gran importancia, fueron perdiendo relevancia en beneficio de Hatun Xauxa, capital provincial incaica.
El valle fue reorganizado bajo tres parcialidades distintas siguiendo la tradición geopolítica incaica de los sayas: sectores que generalmente aparecían en dúos como norte y sur (aunque en otros casos, como el huanca, se añadía un sector central y principal). Fueron asignadas familias cusqueñas llamadas mitimaes o mitmas para enseñar las artes, la cultura y la lengua incas.
Actualmente, las ruinas, rodeadas de vegetación, se hallan en un estado de abandono y deterioro.

## Descripción

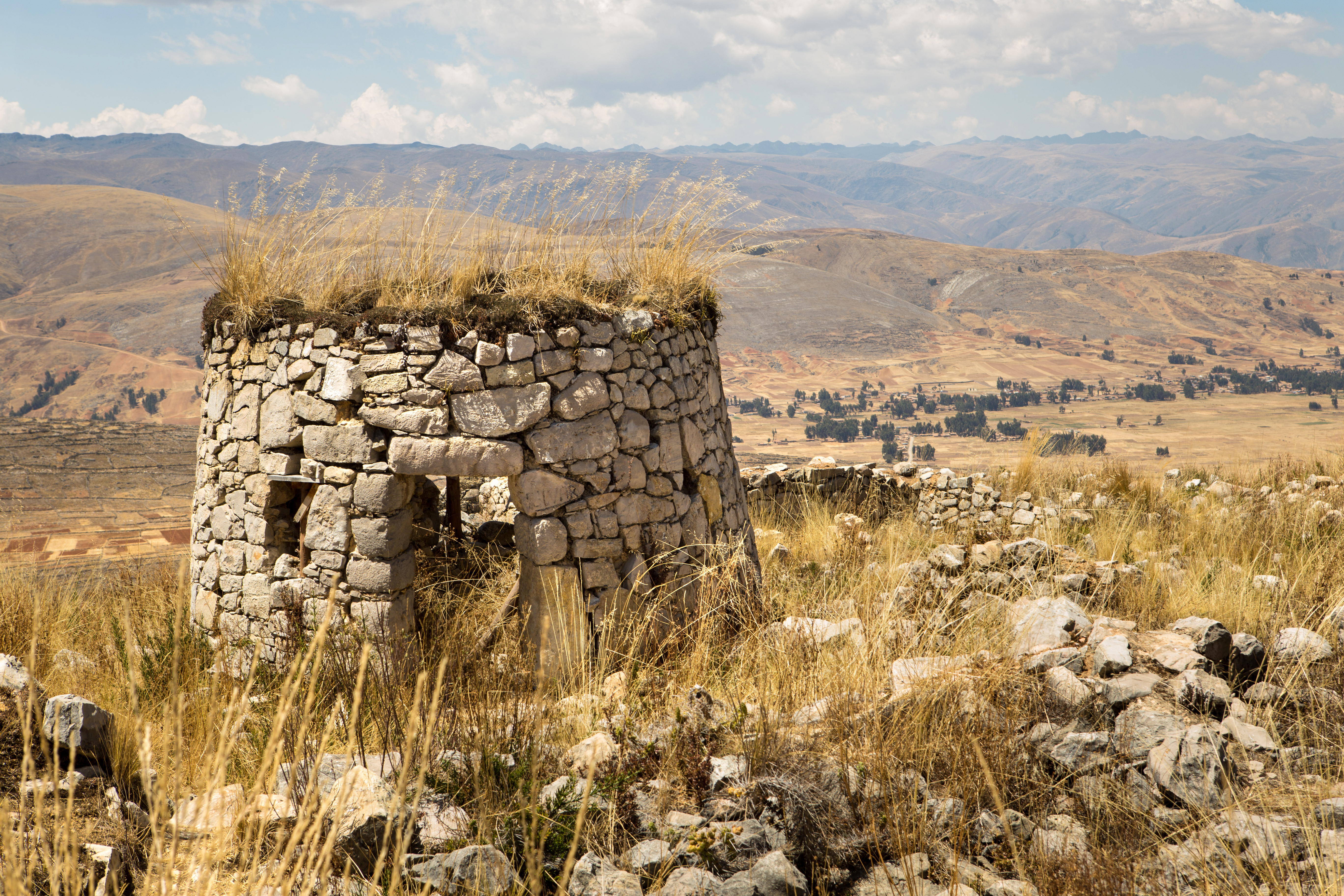

El conjunto se halla edificado en la cima de un cerro de cantería o roca granítica. Aproximadamente tiene dos kilómetros de largo y más de medio de ancho. Por el oeste y el sur la circundan tres murallas concéntricas de piedra, mientras que por el este y el norte, unas laderas muy empinadas le servían de defensa natural. Se trataba pues, de una ciudad fortificada. Toda su extensión está cubierta por las típicas casas huancas, que se caracterizan por su gran perfección geométrica, su planta circular y su altura de 1.5 a 2 m. Las paredes están construidas con piedras irregulares y poligonales, labradas por las caras exteriores. La argamasa que las unía era de arcilla, cal y arena molida. Las puertas eran casi siempre trapezoidales y muy pocas irregulares. Los techos eran de madera de queñual, quishuar y aliso, cubiertos con paja o ichu.
Se calcula en más de tres mil las habitaciones del conjunto. Cada habitación era una vivienda para una familia nuclear. Casi todas están destruidas ahora, salvo algunas que aún están en pie, con las paredes intactas pero sin cobertizos. Además, existen dos con techos abovedados con lajas de piedra.
En el centro se extiende un espacio amplio, que debió ser la plaza, y una construcción más elaborada, que pudo ser un templo. Y un poco más hacia el norte, se halla lo que pudo ser un palacio, que cuenta con siete habitaciones grandes y redondas, encerrados por una cerca y con un patio.
Llama la atención que no se hayan detectado huellas de cultivos y corrales para el ganado, por lo que es probable que ellos estuvieran en las tierras bajas y que Tunanmarca fuera solo un reducto, con almacenes de alimentos, que servía de refugio a la población en situaciones de guerra.